# Rokuhōdō Yotsuiro Biyori
Rokuhōdō Yotsuiro Biyori (jap. 鹿楓堂よついろ日和) ist eine Manga-Serie von Yū Shimizu, die seit 2013 in Japan erscheint. Sie ist in die Genres Gourmet und Seinen einzuordnen und erzählt über ein von vier jungen Männern geführtes Café. Sie wurde 2018 als Anime-Fernsehserie adaptiert. 

## Inhalt
Das beliebte Café Rokuhōdō wird von vier jungen Männern geführt, die sich in ihren Fähigkeiten ergänzen. Sui, der den Laden von seinem Großvater geerbt hat, bereitet den Tee. Er hatte sich lange nicht entschließen können, den Laden wieder zu eröffnen, bis ihm ein ehemaliger Kunde seines Großvaters schließlich überzeugte. Gemeinsam mit dem Töpfer und Schulfreund Tokitaka hat Sui das Rokuhōdō, in dem Tokitaka nun als Koch arbeitet. Der starke, hochgewachsene und immer fröhliche Gure bereitet die Kaffeespezialitäten und der kleine, manchmal schüchterne Tsubaki ist als Konditor für die japanischen Süßigkeiten zuständig. 

## Veröffentlichungen
Der Manga erscheint seit Oktober 2013 im Magazin Go Go Bunch beim Verlag Shinchosha. Dieser brachte die Kapitel auch gesammelt in bisher neun Bänden heraus. Der kurz nach Start der Anime-Adaption herausgebrachte 8. Band verkaufte sich über 16.000 Mal in der ersten Woche, der 9. Band über 17.000 Mal.

## Anime-Adaption
Beim Studio Zexcs entstand 2018 unter der Regie von Tomomi Kamiya eine Adaption des Mangas als 12-teilige Anime-Fernsehserie. Hauptautor ist Deko Akao und das Charakterdesign stammt von Kei Anjiki. Die künstlerische Leitung lag bei Hiromasa Ogura.
Die je 25 Minuten langen Folgen werden seit dem 10. April 2018 von den Sendern AT-X, Tokyo MX und KBS in Japan ausgestrahlt. Parallel erfolgt die internationale Veröffentlichung auf der Plattform Crunchyroll, unter anderem mit deutschen und englischen Untertiteln. 

### Synchronisation
| Rolle    | Japanische Stimme |
| -------- | ----------------- |
| Sui      | Junichi Suwabe    |
| Tokitaka | Yūichi Nakamura   |
| Gure     | Daisuke Ono       |
| Tsubaki  | Daiki Yamashita   |

### Musik
Der Vorspann der Serie ist mit dem Lied Sakurairo Cliché von aki unterlegt und das Abspannlied ist Clover von Coffee Creamers.